# Lopholejeunea nigricans
Lopholejeunea nigricans là một loài Rêu trong họ Lejeuneaceae. Loài này được (Lindenb.) Stephani mô tả khoa học đầu tiên năm 1898.